# Баасири, Мухаммед
Мухаммед Баасири (араб. محمد بعاصيري‎) — ливанский независимый суннитский политик. В 2009—2019 гг. — заместитель управляющего Банком Ливана. Наиболее вероятный претендент на должность премьера.

## Биография
Получил степень в Американском университете Бейрута. Также является сертифицированным аудитором (CPA) University of the State of New York.
С июня 1990 года по июнь 2000 года он возглавлял Комиссию по банковскому контролю Ливана (Banking Control Commission, BCCL) и получил официальное признание правительства Ливана за свою службу. Позже он проработал один год постоянным советником Международного валютного фонда (МВФ) в Центральном банке Омана. В 2001 году он был избран первым секретарем Специальной комиссии по расследованию (Special Investigation Commission, SIC), недавно созданного подразделения финансовой разведки (FIU) Ливана.
Во время его работы в SIC Ливан был исключен из списка «стран и территорий, отказывающихся от сотрудничества» (Non-Cooperative Countries and Territories - NCCT) Группы разработки финансовых мер борьбы с отмыванием денег (FATF), а SIC присоединился к Группе «Эгмонт». Его усилия также сыграли важную роль как в создании Целевой группы по финансовым мероприятиям в странах Ближнего Востока и Северной Африки (MENAFATF), в которой он работал в 2005 году в качестве её первого президента, так и в основании US-MENA Private Sector Dialogue (PSD), который он возглавлял.
В частном секторе он работал в ряде ведущих банковских и инвестиционных институтов, включая всемирно известные бухгалтерские фирмы. Он является членом и соучредителем Ливанской ассоциации сертифицированных аудиторов (CPA) (Lebanese Association of Certified Public Accountants, LACPA) и членом American Institute of Certified Public Accountants (AICPA).
Читал лекции в Американском университете Бейрута.

## Награды
В 1974 году он получил бухгалтерскую премию Saba & Co. В 2008 году он был выбран Association of Certified Anti-Money Laundering Specialists (ACAMS) как «Профессионал года» в странах MENA.